# Mislav Matić
Mislav Matić, né le 6 janvier 2000 à Sinj en Croatie, est un footballeur croate qui joue au poste de défenseur central au NK Široki Brijeg.

## Biographie

### En club
Né à Sinj en Croatie, Mislav Matić commence le football avec le club local du NK Junak Sinj (en) avant d'être formé par le NK Rudeš puis le NK Lokomotiva Zagreb. C'est finalement au NK Rudeš, en deuxième division croate, où il est prêté en août 2019 qu'il fait sa première apparition en professionnel, jouant son premier match le 18 août 2019, en étant titularisé lors d'une rencontre de championnat face au NK BSK Bijelo Brdo (en). Son équipe s'impose jour-là sur le score de deux buts à zéro.
Le 21 août 2020 Mislav Matić rejoint l'Ukraine pour s'engager en faveur du FK Mynaï. Il joue son premier match sous ses nouvelles couleurs le 13 septembre 2020, lors de la deuxième journée de la saison 2020-2021 de première division ukrainienne, face au FK Oleksandria. Il est titularisé et son équipe s'impose par un but à zéro.
En 2022 le championnat ukrainien est arrêté en raison de l'invasion russe, Mislav Matić décide de quitter le pays et le 22 juillet 2022 il fait son retour en Croatie, en compagnie de son frère Bernardo. Ils signent en faveur du HNK Šibenik.

### En sélection
Le 14 novembre 2022, Mislav Matić est appelé pour la première fois avec l'équipe de Croatie espoirs par le sélectionneur Igor Bišćan. Il joue son premier match lors de ce rassemblement, le 17 novembre 2022 contre la Pologne. Il entre en jeu et son équipe s'impose par trois buts à un ce jour-là,.

## Vie privée
Mislav Matić est le frère de Bernardo Matić (en), lui aussi footballeur professionnel. Grand admirateur de la Premier League, il apprécie notamment Manchester United mais est avant tout un fan du club allemand du Borussia Dortmund.